# Pjon Johan
Pjon Jo-han (hangul: 변요한, RR: Byeon Yo-han; 1986. április 29.‑) dél-koreai színész, a Miszeng (Misaeng) című televíziós sorozattal vált ismertté.

## Élete és pályafutása
Visszahúzódó, zárkózott, beszédproblémás gyerek volt. Középiskolai tanárának javaslatára kezdett el színészettel foglalkozni, aminek hatására elmúltak a beszédproblémái. Bár édesapja ellenezte, mégis a színészi hivatást választotta, a Koreai Nemzeti Művészeti Egyetem színész szakán végzett. Tanulmányai alatt több mint 30 indie filmben szerepelt.
A hírnevet a 2014-es Miszeng (Misaeng) című kábeltelevíziós sorozatban nyújtott alakítása hozta meg számára. 2015-ben a Socialphobia című film főszerepét kapta meg, majd az Ex-Girlfriend Club című sorozatban volt látható. 2015-ben kezdte el forgatni a 2016-ban is futó, 50 epizódos Jungnjongi narusa című történelmi sorozatot.
2015-ben bejelentették, hogy Pjon (Byeon) a Hedwig című musical címszerepét alakítja 2016 márciusától.

## Filmográfia

### Filmek
| Év   | Cím                                  | Szerep                              |
| ---- | ------------------------------------ | ----------------------------------- |
| 2011 | Working on Saturday (rövidfilm)      | Tojon (Do-yeon)                     |
| 2011 | Seventeen in Summer (rövidfilm)      | Thegu (Tae-gu)                      |
| 2011 | Dear Catastrophe (rövidfilm)         | Johan (Yo-han)                      |
| 2012 | The Night of the Witness (rövidfilm) | Ju Dzsihun (Yoo Ji-hoon)            |
| 2012 | Crow Boy (rövidfilm)                 | Pomdzsun (Beom-joon)                |
| 2012 | Picnic Together (rövidfilm)          |                                     |
| 2012 | Magic Hour (rövidfilm)               | Szanghun (Sang-hoon)                |
| 2012 | Juvenile Offender                    | vendég                              |
| 2013 | Norige                               | Pak Csihun (Park Ji-hoon)           |
| 2013 | Cold Eyes                            | M3                                  |
| 2013 | Three Mirrors (rövidfilm)            | zaklató                             |
| 2013 | Hyun-soo's Story (rövidfilm)         |                                     |
| 2014 | Tinker Ticker                        | Pak Csonggu (Park Jung-gu)          |
| 2014 | No Tears for the Dead                | Szong Dzsungi (Song Joon-ki)        |
| 2015 | Socialphobia                         | Csiung (Ji-woong)                   |
| 2015 | Madonna                              | Dr. Im Hjokkju (Im Hyeok-gyu)       |
| 2016 | Phantom Detective                    | cameo                               |
| 2016 | Will You Be There?                   | fiatal Szuhjon (Soo-hyun)           |
| 2017 | A Day                                | I Mincshol (Lee Min-chul)           |
| 2018 | My Dream Class                       | Han Githak (Han Gi-tak) (rövidfilm) |
| 2020 | Voice                                | [ 12 ]                              |
| 2020 | Csa-szan-o-po (Ja-san-eo-bo)         | [ 13 ]                              |
| 2020 | The Sun Does Not Move                | David Kim (japán film)              |

### Televíziós sorozatok
| Év   | Cím                  | Szerep                                        | Csatorna |
| ---- | -------------------- | --------------------------------------------- | -------- |
| 2012 | Vampire Prosecutor 2 | (1. rész)                                     | OCN      |
| 2014 | Miszeng (Misaeng)    | Han Szokjul (Han Seok-yool)                   | tvN      |
| 2015 | Ex-Girlfriend Club   | Pang Mjongszu (Bang Myung-soo)                | tvN      |
| 2015 | Jungnjongi narusa    | Ttangsze, I Bangdzsi (Ddang-sae, Lee Bang-Ji) | SBS      |
| 2018 | Mr. Sunshine         | Kim Hiszong (Kim Hee-sung)                    | tvN      |

## Musicalek
| Év   | Cím    | Szerep |
| ---- | ------ | ------ |
| 2016 | Hedwig | Hedwig |

## Díjai és elismerései
| Év   | Díj                                 | Kategória                 | Jelölt alkotás    | Eredmény |
| ---- | ----------------------------------- | ------------------------- | ----------------- | -------- |
| 2014 | 40. Seoul Independent Film Festival | Independent Star Award    | Socialphobia      | Elnyerte |
| 2015 | 2. Wildflower Film Awards           | Legjobb új színész        | Tinker Ticker     | Jelölve  |
| 2015 | 51. Paeksang Arts Awards            | Legjobb új színész (film) | Socialphobia      | Jelölve  |
| 2015 | 24. Buil Film Awards                | Legjobb új színész        | Socialphobia      | Elnyerte |
| 2015 | 36. Blue Dragon Film Awards         | Legjobb új színész        | Socialphobia      | Jelölve  |
| 2015 | 4. APAN Star Awards                 | Legjobb új színész        | Miszeng (Misaeng) | Elnyerte |